# عمارة إسكتلندا في العصور الوسطى

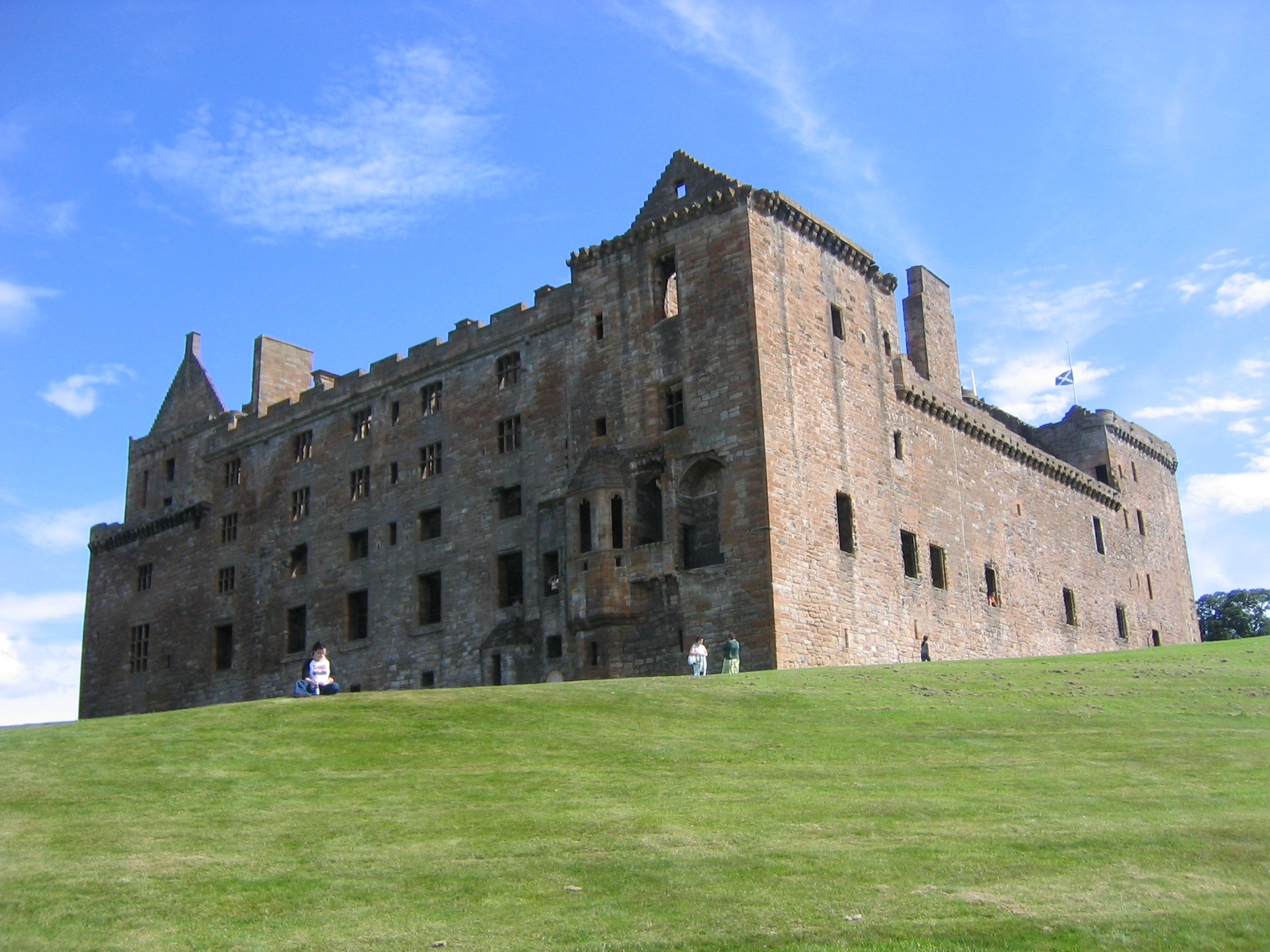
كان قصر لينليثغو وهو أول معلم معماري من نوعه في اسكتلندا قد خضع لإعادة تجديد واسعة على مبادئ عمارة عصر النهضة من القرن الخامس عشر.

تشمل عمارة اسكتلندا في العصور الوسطى جميع المباني داخل الحدود الحديثة لاسكتلندا، في الفترة الواقعة بين رحيل الرومان من شمال بريطانيا في أوائل القرن الخامس وتبني عصر النهضة في أوائل القرن السادس عشر. تشمل عمارة اسكتلندا في العصور الوسطى العمارة العامية وعمارة الكنائس والمنشآت الملكية والارستقراطية والعسكرية منها. يعود أول المنازل الناجية في اسكتلندا إلى 9500 سنة، وهناك أدلة على وجود أشكال مختلفة من المنازل الخشبية والحجرية وحصون التلال التي صُنعت بأعمال الحفريات والتي تعود للعصر الحديدي. أدى وصول الرومان إلى التخلي عن العديد من هذه الحصون. هناك دليل على أنها شُغلت مجددًا بعد رحيل الرومان في القرن الخامس، إلى جانب بناء سلسلة من المنشآت «النواة» الأصغر التي تستخدم ميزات جغرافية رئيسية مثل دوناد ودومبارتون. ظهرت أشكال جديدة من الأبنية التي حددت الصورة العامة في جميع أنحاء اسكتلندا في القرون التالية.
استخدمت العمارة العامية في العصور الوسطى موادًا محلية في البناء بما فيها المنازل المبنية من الإطارات الخشبية والجدران العشبية والطينية مع الاعتماد الكبير على الحجر. كانت العمارة الكنسية في أبرشيات العصور الوسطى أبسط مما كانت عليه في إنجلترا، ولكن كانت هناك مبان كنسية أكبر تنتمي للأنماط الرومانسكية والقوطية. منذ أوائل القرن الخامس عشر، شمل دخول أنماط عصر النهضة الاستخدام الانتقائي للأشكال الرومانسيكية في العمارة الكنسية مثلما هو الحال في صحن كاتدرائية دانكيلد. وصلت القلاع إلى اسكتلندا مع دخول الإقطاعية في القرن الثاني عشر. في البداية كانت المباني خشبية من نمط موت وبيلي، ولكن العديد منها استُبدل بالقلاع الحجرية التي تستخدم جدرًا ستائريًا مرتفعًا. بُنيت قلاع جديدة في أواخر العصور الوسطى كان بعضها ذو مقياس أكبر، بينما بُني البعض الآخر بشكل خاص في الحدود على شكل منازل الأبراج الأكثر بساطة. أدت أسلحة البارود إلى استخدام نوافذ الأسلحة ومنصات تركيب البنادق والجدران المكيفة لمقاومة القصف. كان هناك مرحلة من بناء قصور عصر النهضة من أواخر القرن الخامس عشر، بدءًا من قصر لينليثغو.

## نبذة مختصرة
تعود أقدم المنازل الناجية في اسكتلندا إلى نحو 9500 سنة، والقرى الأولى لنحو 6000 سنة وتُعد سكارا براي الواقعة على جزيرة مينلاند في أرخبيل أوركني أقدم مثال محفوظ في أوروبا. يعود تاريخ الكرانوغ أو البيوت المستديرة المبنية على جزر اصطناعية إلى العصر البرونزي، وهناك مبان حجرية تسمى البيوت المستديرة الأطلنطية وحصون تلال أرضية كبيرة من العصر الحديدي. بعد وصول الرومان نحو عام 71 بعد الميلاد، هُجرت إلى حد كبير. بنى الرومان حصونًا عسكرية مثل تلك الموجودة في تريمونتيوم وبنوا أيضًا الحصن المستمر بين خور فورث وخور كلايد المعروف باسم الجدار الأنطوني الذي بُني في القرن الثاني الميلادي. بعيدًا عن التأثير الروماني في القرن الثالث، توجد أدلة على إعادة احتلال حصون العصر الحديدي وبناء سلسلة من المنشآت «النواة» الأصغر والتي تستخدم أحيانًا ميزات جغرافية رئيسية مثلما هو الحال في دوناد ودومبارتون.

## المباني العامة

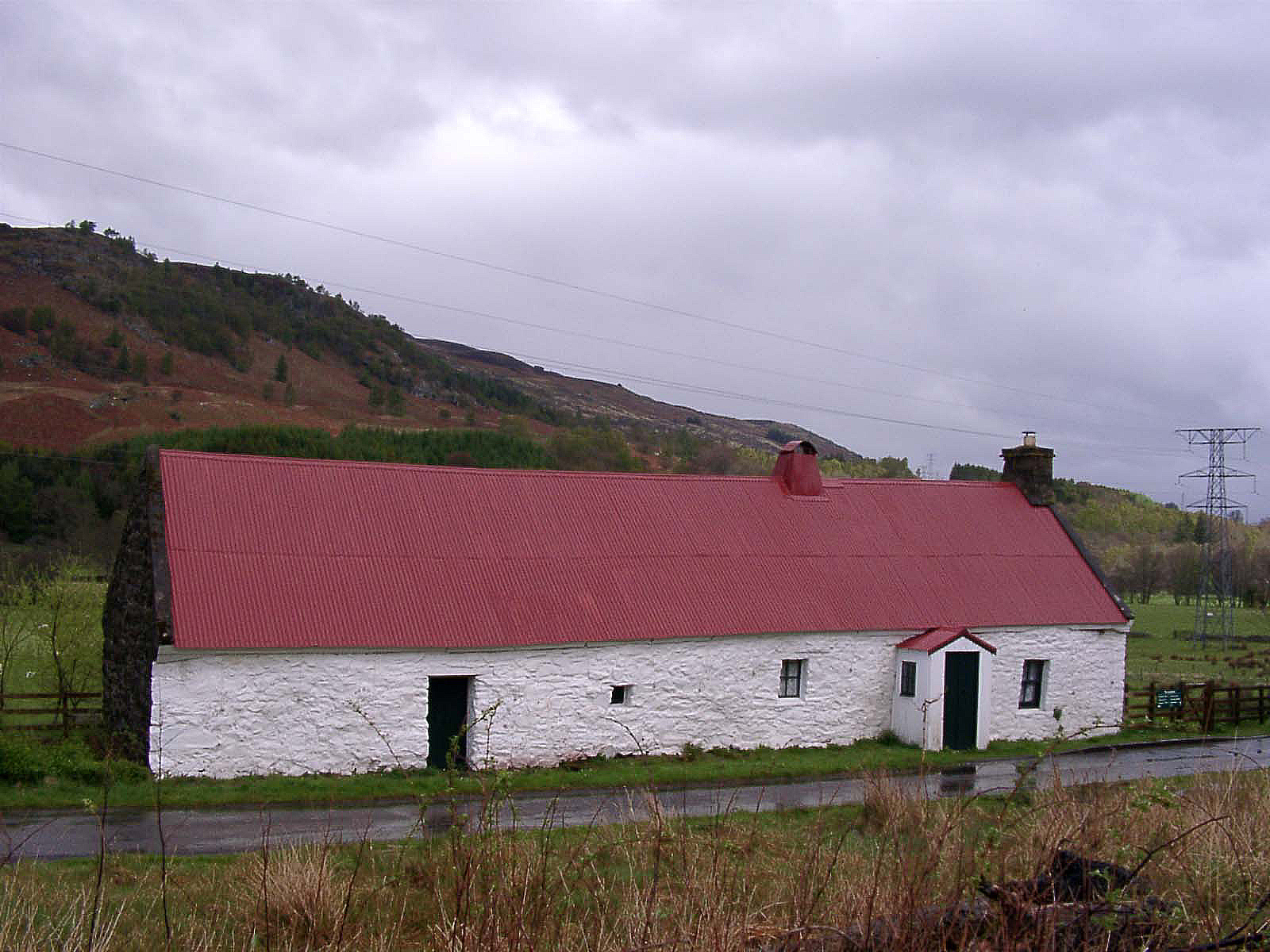
يُعدّ منزل مويرلانيك الطويل الذي يعود تاريخ تشييده إلى القرن التاسع عشر مثالًا على المنازل المبنية باستخدام طريقة الإطارات الخشبية التقليدية.

استخدمت العمارة العامية في العصور الوسطى في البيئات الريفية المواد والأساليب المحلية. فمثلًا استُخدمت الإطارات الخشبية في إنجلترا من خلال أزواج من الأخشاب المنحنية لدعم السقف ولكنها عادة ما تكون مخفية عن الأنظار. استُخدم العشب في المناطق الريفية على نطاق واسع لملء الجدران، لكنه لم يكن حلًا طويل الأمد وكان لا بد من إعادة ملئها بشكل متكرر كل عامين أو ثلاثة. استُخدمت الجدران الطينية الصلبة أو خليط من الطين والعشب والقش يُغطى بالطين أو الجير لجعله مقاومًا للعوامل الجوية في بعض المناطق وخاصة المناطق الجنوبية الغربية وحول مدينة دندي. كان الحجر أكثر مواد البناء شيوعًا سواء باستخدامه مع الملاط أم جافًا بسبب عدم وجود الإطارات الخشبية الممتدة. استخدمت مناطق مختلفة كلًا من الخلنج أو القش أو العشب أو القصب في التسقيف.
تطورت البورغات والبلدات التي مُنحت امتيازات قانونية من التاج منذ القرن الثاني عشر، خاصة على الساحل الشرقي مع أنماط بناء حضرية مميزة. عادة ما أُحيطت البورغات بحسيكة وامتلك العديد منها قلعة. احتوت البورغ على ساحة السوق وشارع واسع أو تقاطع وغالبًا ما كانت تتميز بوجود صليب السوق. هناك منازل للنبلاء والبُرغس والسكان ذو الشأن كانت تُبنى غالبًا بأسلوب متطور نسبيًا واحتوت بحلول نهاية الفترة بعض الأسقف أو البلاطات من الأردواز. لم ينج سوى القليل جدًا من منازل الفقراء وربما كانت تقع بأعداد كبيرة في المناطق الخلفية بعيدًا عن الواجهات الرئيسة. توجد أدلة من أبردين وحتى بيرث على وجود ما يقارب أربعين مبنى يعود تاريخها إلى القرنين الثاني عشر والرابع عشر، مكونة من جدران من الألواح الخشبية أو السياج.

## الكنائس
تسبب دخول المسيحية من إيرلندا إلى اسكتلندا في القرن السادس ببناء الكنائس الأساسية باستخدام الحجر، بدءًا من الساحل الغربي والجزر. عادة ما احتوت العمارة الكنسية في أبرشية العصور الوسطى في اسكتلندا على تفاصيل أقل بكثير مما احتوته في إنجلترا، مع احتفاظ العديد من الكنائس بشكل المستطيل البسيط وعدم احتوائها على أجنحة أو أروقة، كما أنها نادرًا ما احتوت أبراجًا. كانت الكنائس في منطقة المرتفعات أبسط من ذلك في الغالب، إذ بُنيت من البقايا الحجرية وكان من غير الممكن تمييزها عن المنازل أو المباني الزراعية من الخارج. مع ذلك، ظهرت مبان أكثر تطورًا من القرن الثامن. أُنتجت مبان حجرية تستخدم الحجر المربع المنحوت من الرومانسيكية المبكرة مثل البرج الدائري في كاتدرائية بريتشين والأبراج المربعة لكاتدرائية دانبلين وكنيسة سانت رول خلال القرن الحادي عشر.
بعد القرن الحادي عشر ومع تقدم تقنيات البناء الحجرية أصبحت الكتل الحجرية المربعة المنحوتة تميل إلى الشكل المستطيل مما أدى إلى نشوء جدران أكثر استقرارًا من الناحية الهيكلية، وهذا ما جعل من الممكن قولبة التفاصيل المعمارية بدقة أكثر ويمكن رؤية ذلك في الأطناف والدعائم والعتبات والأقواس. في الوقت نفسه، كانت هناك تأثيرات متزايدة من التصاميم الإنجليزية والقارية الأوروبية، ويمكن رؤيتها في نمط شيفرون الرومانسيكي على الأرصفة في صحن دير دانفرملاين (1130- 1140)، التي صُممت على غرار التفاصيل في كاتدرائية دُرم. قد تكون كاتدرائية سانت ماغنوس في أوركني التي بدأ بناؤها في عام 1137، قد استخدمت عمال بناء عملوا في دُرم. أدى وصول الرهبانيات الجديدة إلى اسكتلندا من القرن الثاني عشر إلى ازدهار في البناء الكنسي من خلال استخدام الأشكال الإنجليزية والقارية، بما في ذلك الأديرة في كل من كيلسو وهوليرود وجيدبيرغ وسانت أندروز.